# King's Cross St. Pancras
King's Cross St. Pancras è una stazione delle linee Circle, Hammersmith & City, Metropolitan, Northern, Piccadilly e Victoria della metropolitana di Londra.
Serve le stazioni ferroviarie di King's Cross e St Pancras.

## Storia

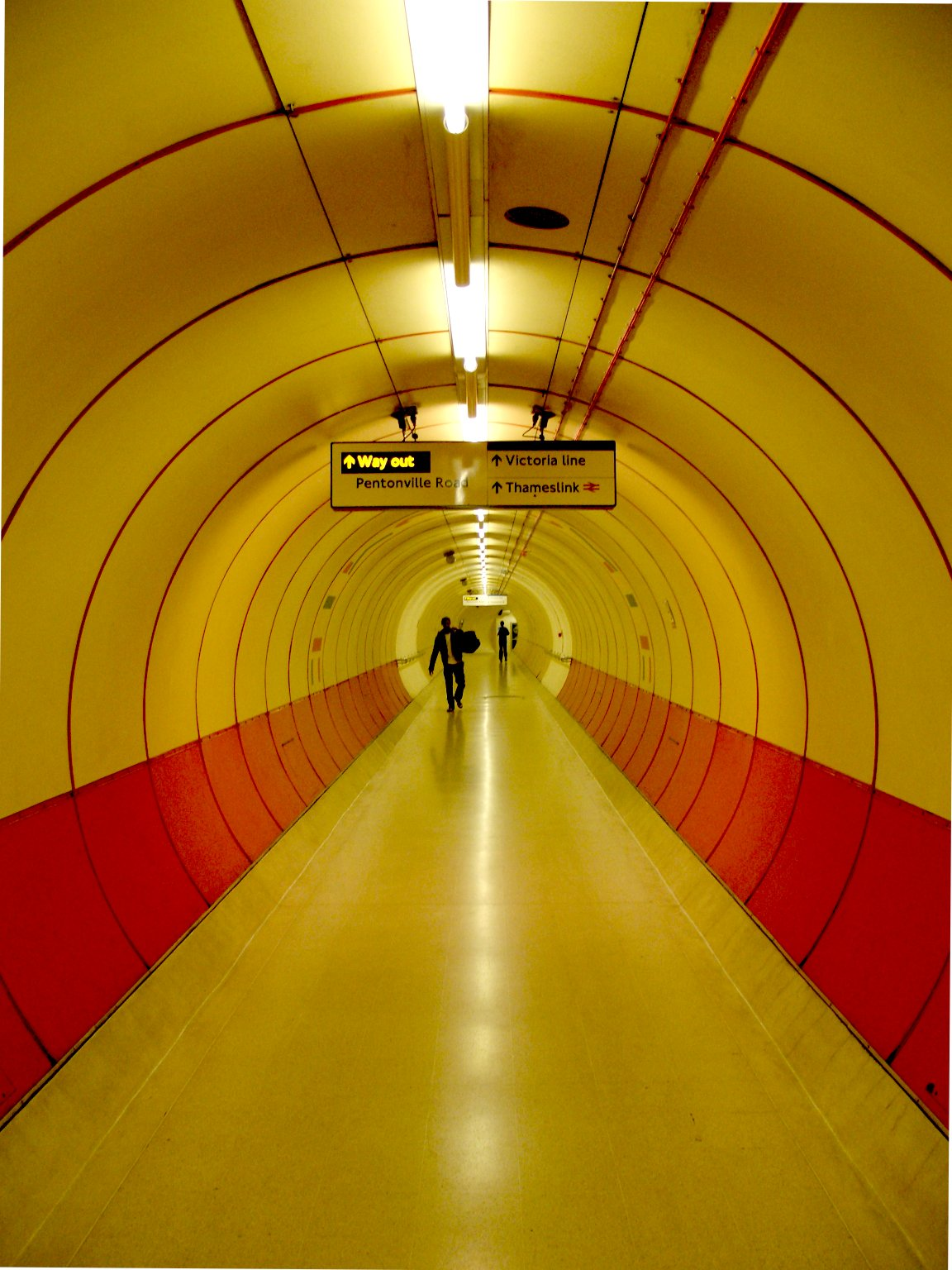
Una galleria che conduce all'entrata di Pentonville Road (anteriormente permetteva il collegamento con i binari del Thameslink)

La prima stazione sotterranea di King's Cross aprì come parte della sezione originale della Metropolitan Railway nel 1863 e fu modificato nel 1868 e nel 1926. Nuovi binari per le linee sotterranee della metropolitana furono aperti circa 400 m a ovest nel 1941 per facilitare l'interscambio tra le linee di bassa e alta profondità; parte di ciò che resta della vecchia stazione si trova presso l'ex stazione del Thameslink, che è in completo disuso dal 9 dicembre 2007, quando il Thameslink fu spostato a St Pancras International. Uno dei binari originali, non utilizzato da molto tempo, si può vedere dai treni della metropolitana che viaggiano tra la stazione attuale e la stazione di Farringdon.
I binari della Great Northern, Piccadilly and Brompton Railway (GNP&BR, oggi parte della linea Piccadilly) aprirono insieme al resto della linea nel dicembre del 1906, mentre la City & South London Railway (C&SLR, oggi parte della linea Northern) arrivò nel maggio del 1907. I binari della linea Victoria iniziarono ad essere utilizzati il 1º dicembre 1968 con l'apertura della seconda fase della linea. Le scale mobili della linea Victoria passando per il sito originale degli ascensori originali della linea Piccadilly.

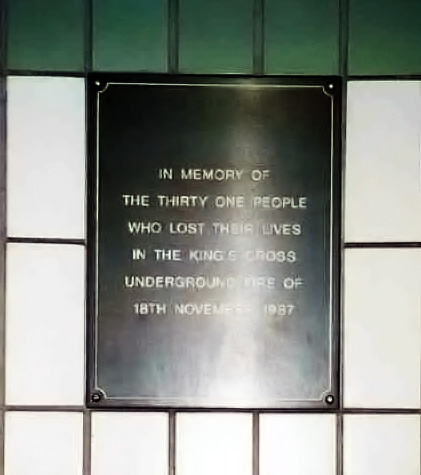
Targa in ricordo dell'incendio della stazione del 1987

Il 18 novembre 1987 la stazione fu teatro di un devastante incendio. La causa fu attribuita a un fiammifero acceso caduto in una sala macchine di una scala mobile, dandole fuoco, combinato con l'allora sconosciuto fenomeno chiamato effetto trincea, che fece sì che l'incendio scoppiasse improvvisamente e violentemente all'interno della stazione, uccidendo 31 persone, incluso un pompiere. Come risultato, le procedure di sicurezza per gli incendi nella metropolitana furono rese più severe, la formazione del personale fu migliorata e gli scalini di legno nelle scale mobili furono cambiati per scalini di metallo. Il divieto di fumo sulla rete della metropolitana londinese fu rafforzato. A causa dei grandi danni causati dall'incendio, ci volle più di anno per riparare e riaprire la stazione; i binari della Northern line e le scale mobili dalla biglietteria alla linea Piccadilly rimasero chiusi fino al 5 marzo 1989.
Il 7 luglio 2005, come parte di un attacco bomba coordinato, un'esplosione su un treno della linea Piccadilly in viaggio tra King's Cross St Pancras e Russell Square portò alla morte di almeno 26 persone.

### Progetti

#### Crossrail 2
Dal 1991, un percorso per un potenziale Crossrail 2 è stato preservato, comprendente un collegamento a King's Cross St. Pancras.  Lo schema proposto offrirebbe un secondo collegamento ferroviario diretto tra King's Cross e Victoria in aggiunta all'esistente linea Victoria. La posizione di eventuali nuove stazioni sul percorso dipenderà dalla sagoma limite dello schema finale. Nel percorso preservato del 2007, le stazioni successive sarebbero Tottenham Court Road e Angel.

#### York Road
Nel 2005 si valutò la riapertura della stazione in disuso di York Road sulla linea Piccadilly, per servire le nuove costruzioni di King's Cross Central e ridurre l'intasamento di King's Cross St Pancras. La stazione di York Road chiuse nel 1932 ed è situata a circa 600 m a nord di King's Cross St Pancras.

## Strutture e impianti
La parte sotterranea della stazione fu rimodellata sostanzialmente per facilitare il flusso di passeggeri dovuto all'apertura dell'High Speed 1. Le biglietterie dell'atrio centrale rimasero chiuse molto tempo fino a maggio 2006. La stazione ingrandita ora ha quattro entrate, l'ultima completata nel novembre del 2009.
- La principale biglietteria esistente (a volte chiamata la "Tube Ticket Hall") si trova davanti alla stazione di King's Cross è stata ingrandita e rinnovata e sarà indicata come uscita per 'Euston Road' dai binari della metropolitana. A giugno 2009, gran parte delle scale mobili che arrivano a quest'area sono chiuse per lavori ed i passeggeri devono percorrere a piedi una distanza considerevole per andare dalla biglietteria ai binari; in particolare una delle connessioni più lunghe della storia della metropolitana di Londra è quella che va dalla linea Hammersmith and City alla linea Northern passando per la sezione della stazione della linea Piccadilly e una miriade di corridoi.
- Entrata da Pentonville Road: questa era la biglietteria della stazione di King's Cross Thameslink ed aveva anche connessioni sotterranee con le linee Victoria e Piccadilly. Fu rilevata dalla London Underground alla chiusura dei binari del Thameslink. L'entrata è chiusa nei fine settimana e la biglietteria è stata chiusa permanentemente lasciando solo alcune emettitrici automatiche.
- Biglietteria Occidentale (fase 1): situata sotto l'atrio della stazione di St Pancras, adiacente a Euston Road. Dà accesso alla stazione di St Pancras passando per le nuove installazioni per passeggeri situate nei sotterranei di St Pancras. La biglietteria, costruita da Costain e Taylor Woodrow Construction, aprì il 28 maggio 2006.
- Biglietteria Settentrionale (fase 2): situata a ovest del binario 8 della stazione di King's Cross, sotto il nuovo atrio principale. La biglietteria della metropolitana e le connessioni associate alle linee metropolitane di profondità furono aperte il 29 novembre 2009. L'atrio facilita l'accesso alla futura espansione King's Cross Central ed ha una connessione diretta al sottopassaggio della stazione di St Pancras ed è indicata come uscita per 'Regent's Canal' dalle linee della metropolitana.

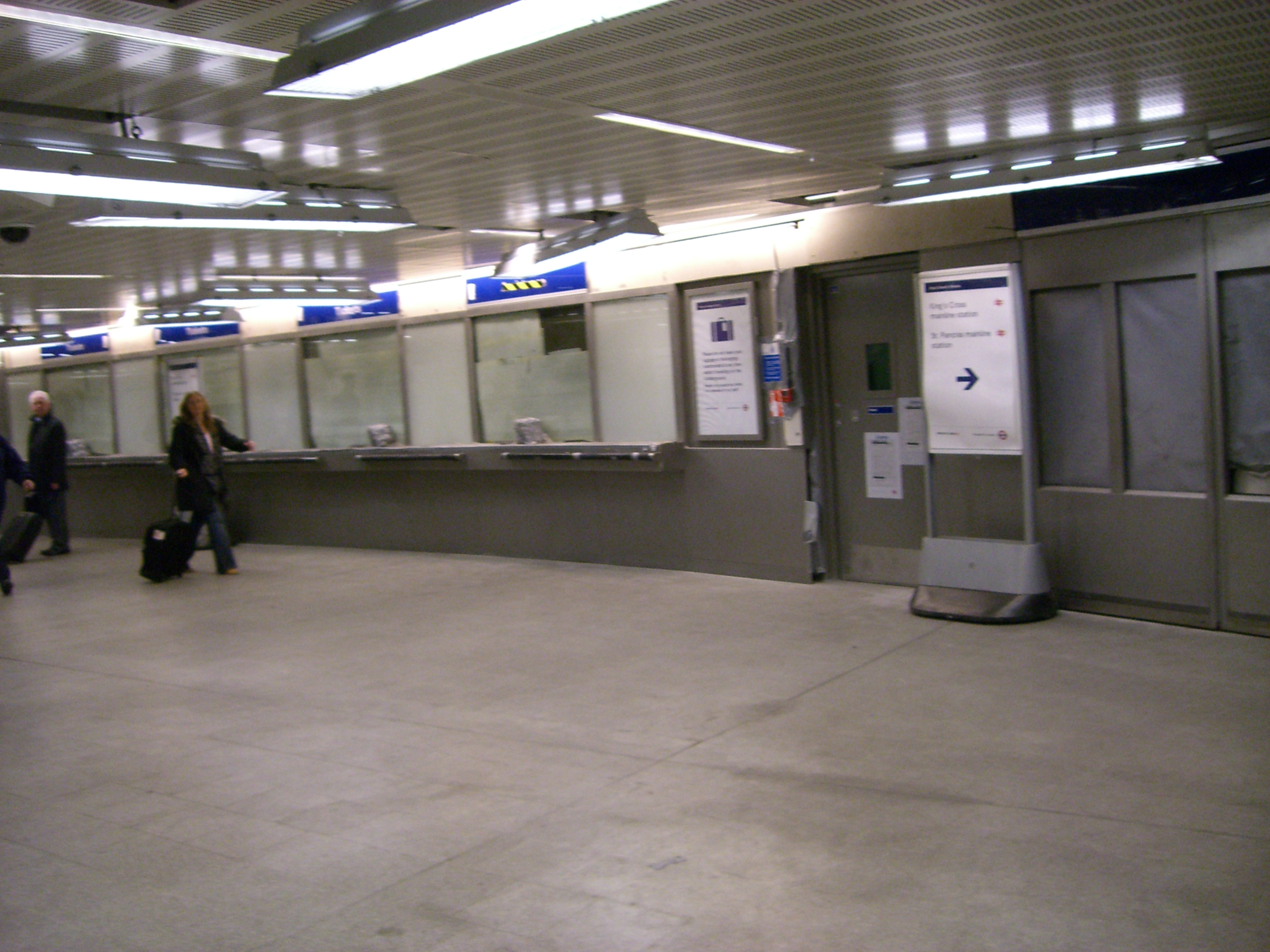
Nuova biglietteria

## Interscambi
La stazione consente l'interscambio con le stazioni King's Cross e di St Pancras della National Rail.
Nelle vicinanze della stazione effettuano fermata numerose linee urbane automobilistiche, gestite da London Buses.
- Stazione ferroviaria (King's Cross e St Pancras - linee nazionali e internazionali)
- Fermata autobus